# (38103) 1999 JM19
1999 JM19 (asteroide 38103) é um asteroide da cintura principal. Possui uma excentricidade de 0.08372150 e uma inclinação de 3.21402º.
Este asteroide foi descoberto no dia 10 de maio de 1999 por LINEAR em Socorro.